# José Manuel Fernandes (Politiker, 1967)

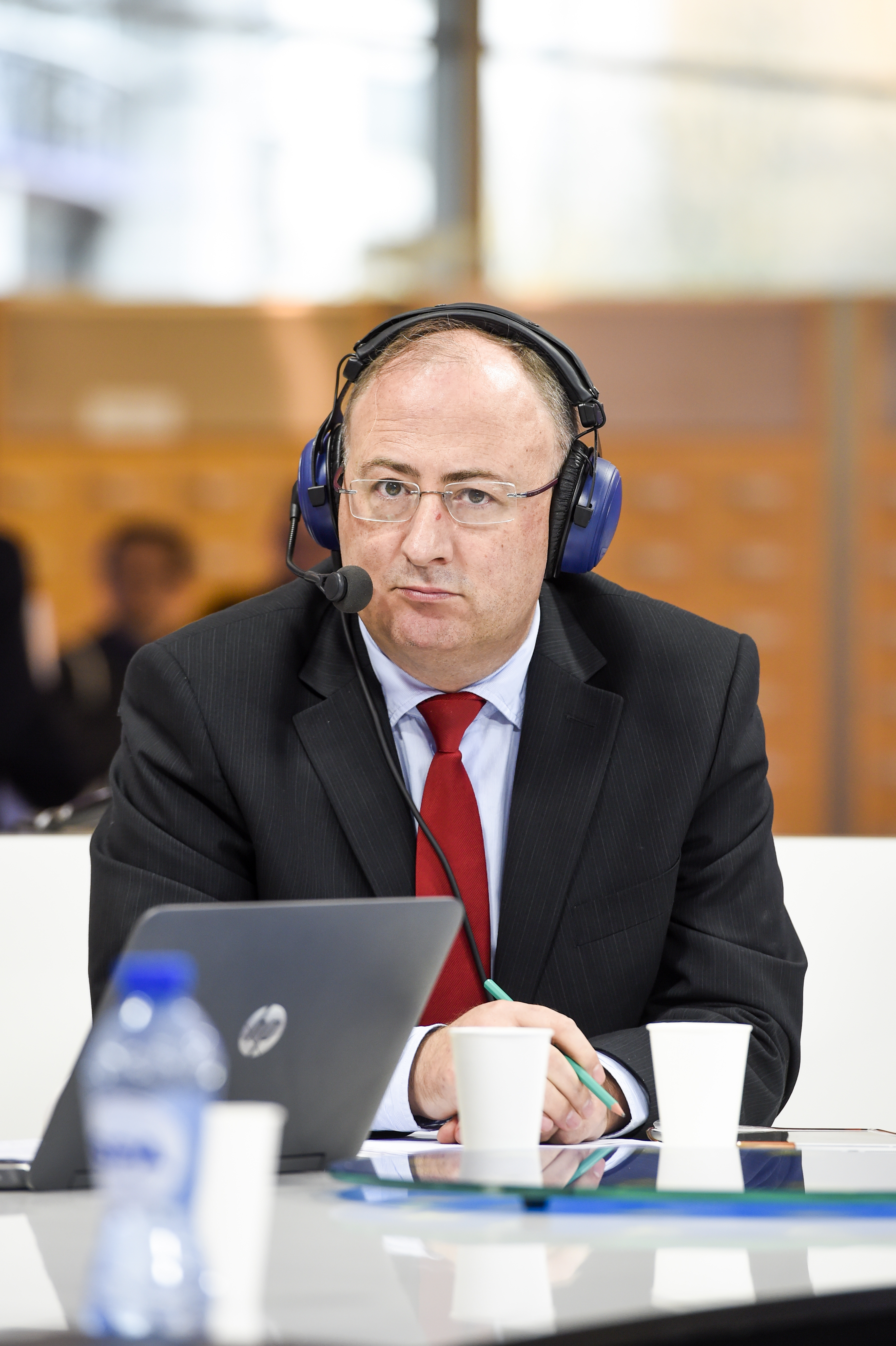
José Manuel Fernandes (2015)

José Manuel Fernandes (* 26. Juli 1967 in Lissabon) ist ein portugiesischer Politiker der Partido Social Democrata. Seit dem 5. Juni 2025 ist er Minister für Landwirtschaft und Meer im Kabinett Montenegro II, zuvor war er seit dem 2. April 2024 Minister für Landwirtschaft und Fischerei im Kabinett Montenegro I.

## Leben
Fernandes studierte Systemingenieurwesen und Informatik an der Universität Minho. Von 1997 bis 2009 war Fernades Bürgermeister von Vila Verde. Fernandes war von 2009 bis 2024 Abgeordneter im Europäischen Parlament. Am 2. April 2024 wurde er zum Minister für Landwirtschaft und Fischerei im Kabinett Montenegro I ernannt. Im Zuge dessen legte er sein Mandat im Europaparlament nieder. Für ihn rückte Teófilo Santos nach.